# Dråby Vig
Dråby Vig este o arie protejată (arie specială de conservare — SAC, sit de importanță comunitară — SCI, arie de protecție specială avifaunistică — SPA) din Danemarca întinsă pe o suprafață de 1.678 ha, din care 84 % marine.

## Localizare
Centrul sitului Dråby Vig este situat la coordonatele 56°52′05″N 8°51′59″E / 56.868056°N 8.866389°E.

## Înființare
Situl Dråby Vig a fost declarat arie de protecție specială avifaunistică în mai 1983 pentru a proteja 9 specii de animale. Alte tipuri de protecție:
- sit de importanță comunitară (în mai 1995)
- arie specială de conservare (în decembrie 2011)[1][3][4]

## Biodiversitate
Situată în ecoregiunile atlantică și marină Atlantică, aria protejată conține 13 habitate naturale: Golfuri mici largi și golfuri puțin adânci, Salicornia și alte specii anuale care populează regiunile mlăștinoase și nisipoase, Dune de coastă fixe cu vegetație erbacee („dune gri”), Pajiști uscate seminaturale și facies de acoperire cu tufișuri pe substraturi calcaroase (Festuco-Brometalia) (* situri importante pentru orhidee), Izvoare petrifiante cu formare de travertin (Cratoneurion), Lagune de coastă, Recifuri, Mlaștini alcaline, Pășuni atlantice udate de apa mării (Glauco-Puccinellietalia maritimae), Vegetație anuală la limita mareei, Vegetație perenă pe țărmurile stâncoase, Formațiuni ierboase bogate în specii de Nardus, dezvoltate pe substraturi silicioase în zone montane (și în zone submontane, în Europa continentală), Terase mlăștinoase și terase nisipoase neacoperite de apă la reflux.
La baza desemnării sitului se află mai multe specii protejate:
- păsări (5): Branta bernicla hrota, Bucephala clangula, ploier auriu (Pluvialis apricaria), ciocântors (Recurvirostra avosetta), Sterna paradisaea
- mamifere (3): vidră de râu (Lutra lutra), focă obișnuită (Phoca vitulina), marsuin (Phocoena phocoena)
- pești (1): Alosa fallax